# گمینا کوژنگتسا
گمینا کوژنگتسا (به لهستانی:  Gmina Kuźnica) یک گمینا در لهستان است که در شهرستان سوکووکا واقع شده‌است. گمینا کوژنگتسا ۱۳۳٫۴۱ کیلومتر مربع مساحت و ۴٬۲۷۷ نفر جمعیت دارد.